# Régis Koundjia
Régis Koundjia-Sindo (Bangui, 8 novembre 1983) è un ex cestista centrafricano.

## Carriera
Con la Rep. Centrafricana ha disputato sei edizioni dei Campionati africani (2001, 2003, 2005, 2007, 2009, 2011).